# GNU Portable Threads
GNU Pth(Portable Threads)は、UNIXプラットフォーム用のPOSIX/ANSI-Cベースのユーザ空間スレッドライブラリであり、マルチスレッドアプリケーションに優先度ベースのスケジューリングを提供する。GNU Pthは高度な移植性を提供することを目指している。GNUプロジェクトの一部である。
Pthは下位互換性のためにPOSIXスレッドのAPIエミュレーションも提供する。  
GNU Pthはカーネル空間スレッドへのN:1マッピングを使用する。つまり、スケジュールは完全にGNU Pthライブラリによって行われ、カーネル自体はユーザ空間のNスレッドを認識しない。これによりカーネルディスパッチが必要になるため、SMPを利用する可能性はない。